# Bureau des Affaires étrangères du Tibet
Le Bureau des Affaires étrangères du Tibet (tibétain བོད་གཞུང་ཕྱི་རྒྱལ་ལས་ཁུངས, Wylie : bod gzhung phyi rgyal las khungs) était un bureau, puis, à partir de 1942, un ministère du gouvernement tibétain chargé des relations diplomatiques du Tibet entre 1909 et 1952. Il était situé à Lhassa, à proximité du Jokhang. En 1953, il fusionna avec le Bureau chinois des Affaires étrangères à Lhassa et fut placé sous la direction d'un responsable chinois.

## Histoire
Selon Roland Barraux, le treizième dalaï lama, après son retour à Lhassa le 25 décembre 1909 comprenant que le Tibet ne pouvait lutter seul contre les prétentions chinoises, établit le Bureau des Affaires étrangères du Tibet. Ce bureau fut chargé des relations extérieures, limitées dans un premier temps au Népal, à la Mongolie et au gouvernement britannique des Indes.
En 1942, du fait de la réactivation des interactions avec le monde extérieur, le gouvernement tibétain étendit les attributions et les effectifs de ce bureau, en faisant un ministère. En raison de son importance, deux hauts responsables, un ecclésiastique et un laïc ayant le titre de Dzasa en avait la charge. Les représentations népalaise et britannique acceptèrent de passer par ce canal. Les Chinois manifestèrent leur mauvaise volonté.
Le Bureau, qui a été dirigé par Dsazak Surkhang (zurpa), Surkhang Wangchen Tseten et Ta Lama Kunchok Jungnas, a entretenu des relations diplomatiques avec la Grande-Bretagne, les États-Unis, le Népal, l’Inde indépendante et la Chine. Le Népal a établi une légation à Lhassa en 1856, faisant suite à la Mission diplomatique népalaise ouverte en 1792. La Chine ouvrit une mission en 1934 et la Grande-Bretagne en 1936.
En 1942 que le Gouvernement américain établit les premiers contacts avec le gouvernement tibétain. Pour approvisionner les troupes chinoises, les Américains décidèrent de construire une route reliant l'Inde au Tibet. La Chine proposa, au nom des États-Unis, au gouvernement tibétain de construire cette route, mais le Tibet s'y opposa par respect de sa neutralité. Franklin Roosevelt et l'Office of Strategic Services (OSS) envoyèrent deux agents secrets, Ilia Tolstoï (petit-fils de Léon Tolstoï) et Brooke Dolan II, pour enquêter sur place. Pour accéder au Tibet, ils demandèrent des visas à la Chine via le ministère chinois des Affaires étrangères qui essuya un refus de Lhassa. Ce fut finalement le bureau des affaires coloniales britanniques qui permit aux deux agents de se rendre à Lhassa. Ces deux envoyés de Franklin Roosevelt remirent une lettre et des cadeaux au jeune dalaï-lama au cours d'une audience sans aucun échange verbal comme l'exigeait la tradition. Il discutèrent avec le ministre des Affaires étrangères du Tibet, Surkhang Dzasa,. Selon la Commission internationale de juristes, Lhassa, ayant reçu des assurances que ni la Chine ni la Grande-Bretagne n'exercerait de juridiction au Tibet par l'intermédiaire des ayants droit à la libre circulation, autorisa finalement l'ouverture temporaire de cette voie de communication. Finalement, les agents conclurent à l'impossibilité de construire une route à cette époque. Des relations commerciales furent établies pour permettre des importations de laine américaine au Tibet, et des équipements radios furent livrés aux Tibétains. Un quota d'importation de laine fut accordé à Padatsang, un marchand tibétain du Kham qui avait facilité la mission.
En septembre 1943, Ringang devint l'assistant du bureau des Affaires étrangères du Tibet. Il mourut 18 mois plus tard.
Dans les années 1940, Kyibug Wangdue Norbu devint un interprète permanent du Bureau des Affaires étrangères du Tibet et du Bureau du Kashag. Il a voyagé lors de visites officielles du gouvernement tibétain à l'étranger, notamment en 1947, quand il fut l'un des trois délégués du Bureau, avec Teiji Tsewang Rigzing Sampho et Khenchung Lobsang Wangyal, qui représentèrent le Tibet lors de la conférence des relations asiatiques qui s’est tenu en Inde,,.
En 1947, le ministère des affaires étrangères tibétain planifia la visite d’une délégation commerciale en Inde, en Chine, aux États-Unis et en Grande-Bretagne. Des démarches furent faites auprès de l'ambassade des États-Unis en Inde en vue de rencontrer le Président Truman et d’autres responsables américains pour des discussions commerciales. Cette demande fut envoyée à Washington, mais le Département d'État des États-Unis ne souhaitait rencontrer les Tibétains que de façon non officielle. La délégation comprenait 4 personnes, Tsepon W.D. Shakabpa, ministre des finances du Tibet, Padatsang, et deux autres Tibétains dont un moine.
Liushar Thubten Tharpa fut le dernier ministre des Affaires étrangères du Tibet.
Le 7 octobre 1950L'armée populaire de libération entre au Tibet. Le 19 octobre, l'armée tibétaine se rend. Fin octobre, le gouvernement tibétain demande l'aide diplomatique de l'Inde par l'intermédiaire du chef de la Mission de l'Inde à Lhassa. Le 7 novembre 1950, le gouvernement du Tibet envoie un appel aux Nations unies sur l'invasion du Tibet par la Chine. Dans cette période, seul le Salvador accepte de soutenir le Tibet.
En raison de l'ajournement de l'Appel du Tibet aux Nations unies, Surkhang Wangchen Tseten et Khendrung Chöpel Tupten sont envoyés à Delhi pour discuter avec l'ambassadeur de la République populaire de Chine. Celui-ci propose que les discussions se tiennent à Pékin, où est signé l'Accord en 17 points.
En janvier 1950, Jigmé Taring est nommé assistant du Bureau. En 1953, Phuntsok Tashi Takla en est le secrétaire.
En 1952 ou 1953, après intervention militaire de la République populaire de Chine, le bureau tibétain fusionne avec le bureau des Affaires étrangères du résident du gouvernement chinois.